# BBÖ 1170.100 sorozat
Az ÖBB 1145 sorozat egy osztrák Bo'Bo' tengelyelrendezésű villamosmozdony-sorozat volt. 1929 és 1931 között, majd 1966-ban gyártotta az ELIN, a Krauss/Linz és a Floridsdorf. Az ÖBB 1990-től kezdte meg a sorozat selejtezését.